# Peștere, Bihor
Peștere (maghiară Körösbarlang) este un sat în comuna Aștileu din județul Bihor, Crișana, România.
Numele satului provine de la peștera Igrița din masivul apropiat Pădurea Craiului. Peștere e cunoscut pentru cascada care se află la o distantă de circa 150 de metri de locul unde iese din subteran pârâul care alimentează cu apă, prin rețeaua construită de locuitorii satului in anul 1961, intreaga localitate. Biserica de lemn nu s-a mai păstrat dinainte de al Doilea Război Mondial. Majoritatea locuitorilor sunt de naționalitate română, iar religia preponderentă este cea ortodoxă, urmată de cultul penticostal și cel baptist.
Conform Istoricului satului, care face parte din familia boiereasca Sava, acest sat este primul sat din Romania care a beneficiat de apa curenta (1849).
 Acest articol despre o localitate din județul Bihor este deocamdată un ciot. Puteți ajuta Wikipedia prin completarea lui.